# BYD Song L DM-i
BYD Song L DM-i (кит. 比亚迪宋L DM-i) — гибридный компактный кроссовер китайской компании BYD, серийно выпускаемый с июня 2024 года. Является частью гаммы кроссоверов Song и продукции серии Dynasty, которая распространяется через дилерские центры Dynasty Network. В иерархии автомобиль расположен между Song Pro и Tang DM-i.
Хотя автомобиль носит то же название, что и BYD Song L EV, обе модели имеют минимальное сходство по стилю и механическим компонентам. Вместо этого модель позиционируется идентично BYD Song Plus от дилерских центров Ocean Network, где также применяется подключаемая гибридная система.

## Описание
Продажи BYD Song L DM-i начались в июле 2024 года на китайском рынке наряду с Song Plus. Автомобиль базируется на платформе DM-i 5.0, на которой также базируются BYD Qin L и BYD Seal 06.

## Технические характеристики
| Тип                 | ДВС                          | ДВС                | ДВС             | Трансмиссия | Аккумулятор          | Компоновка | Электродвигатель | Электродвигатель    | Электродвигатель | Разгон до 100 км/ч (заявленный) | Запас хода на электричестве (заявленный) | Запас хода на электричестве (заявленный) | Годы производства      |
| Тип                 | Объём                        | Мощность           | Крутящий момент | Трансмиссия | Аккумулятор          | Компоновка | Тип              | Мощность            | Крутящий момент  | Разгон до 100 км/ч (заявленный) | CLTC                                     | WLTC                                     | Годы производства      |
| ------------------- | ---------------------------- | ------------------ | --------------- | ----------- | -------------------- | ---------- | ---------------- | ------------------- | ---------------- | ------------------------------- | ---------------------------------------- | ---------------------------------------- | ---------------------- |
| 1.5 л, 75 км, DM-i  | BYD476QC 1,5 л (1498 см3) I4 | 74 кВт (101 л. с.) | 126 Н⋅м         | E-CVT       | 12.9 кВт⋅ч LFP Blade | FWD        | TZ210XYC PMSM    | 160 кВт (218 л. с.) | 260 Н⋅м          | 7.7 сек.                        | 75 км (47 миль)                          | N/A                                      | 2024 — настоящее время |
| 1.5 л, 112 км, DM-i | BYD476QC 1,5 л (1498 см3) I4 | 74 кВт (101 л. с.) | 126 Н⋅м         | E-CVT       | 18.3 кВт⋅ч LFP Blade | FWD        | TZ210XYC PMSM    | 160 кВт (218 л. с.) | 260 Н⋅м          | 7.7 сек.                        | 112 км (70 миль)                         | 91 км (57 миль)                          | 2024 — настоящее время |
| 1.5 л, 160 км, DM-i | BYD476QC 1,5 л (1498 см3) I4 | 74 кВт (101 л. с.) | 126 Н⋅м         | E-CVT       | 26.6 кВт⋅ч LFP Blade | FWD        | TZ210XYC PMSM    | 160 кВт (218 л. с.) | 260 Н⋅м          | 7.9 сек.                        | 160 км (99 миль)                         | 128 км (80 миль)                         | 2024 — настоящее время |
| Примечания:         |                              |                    |                 |             |                      |            |                  |                     |                  |                                 |                                          |                                          |                        |